# دوشان ستانكوفيتش
دوشان ستانكوفيتش مواليد 12 فبراير 1994 في بلغراد، هو لاعب كرة سلة صربي. بدأ مسيرته الاحترافية في سنة 2010. لعب مع نادي ميغا لكرة السلة في الدوري الصربي لكرة السلة ونادي ستروميكا لكرة السلة في الدوري المقدوني لكرة السلة.

## روابط خارجية
- دوشان ستانكوفيتش على موقع كرة السلة الأوروبية.كوم (الإنجليزية)
- دوشان ستانكوفيتش على موقع ريلجم (الإنجليزية)
- دوشان ستانكوفيتش على موقع بروبوليرز (الإنجليزية)